# Mont Pouzenc
Le mont Pouzenc est un sommet du département français des Hautes-Alpes situé à la jonction des territoires de Crots, Baratier, communes dont il est le point culminant, et des Orres. Cette montagne culmine à 2 898 mètres d'altitude. Elle domine les vallons de Siguret (Baratier) et de Muretier (Les Orres). L'ascension s'effectue généralement par ce dernier vallon. Des inscriptions gravées dans les roches au sommet attestent que le Pouzenc était déjà un but d'excursion au XIXe siècle.